# Municipio de Tihuatlán
El municipio de Tihuatlán es un municipio ubicado en el estado mexicano de Veracruz, perteneciente a la región de la Huasteca Veracruzana. Su cabecera es la localidad de Tihuatlán. Limita al norte con los municipios de Álamo Temapache y Tuxpan, al este con los municipios de Cazones, Poza Rica y Papantla, al oeste con el municipio de Castillo de Teayo y el estado de Puebla. La cabecera homónima, es una localidad de 15,305 habitantes. 
De acuerdo último Conteo de Población y Vivienda INEGI 2010, la población total del municipio es de 80,923 hab., algunas de sus localidades más importantes se encuentran conurbadas con la mancha urbana de la ciudad de Poza Rica de Hidalgo, formando parte de la Zona metropolitana de Poza Rica.
Es conocido como la capital del mueble en el estado de Veracruz, por poseer el mayor número de mueblerías y carpinterías en una región. De igual manera es el municipio frontera de dos grandes culturas: huasteca y totonaca, conociendose así como el portón de oro de la Huasteca veracruzana.   

## Toponimia

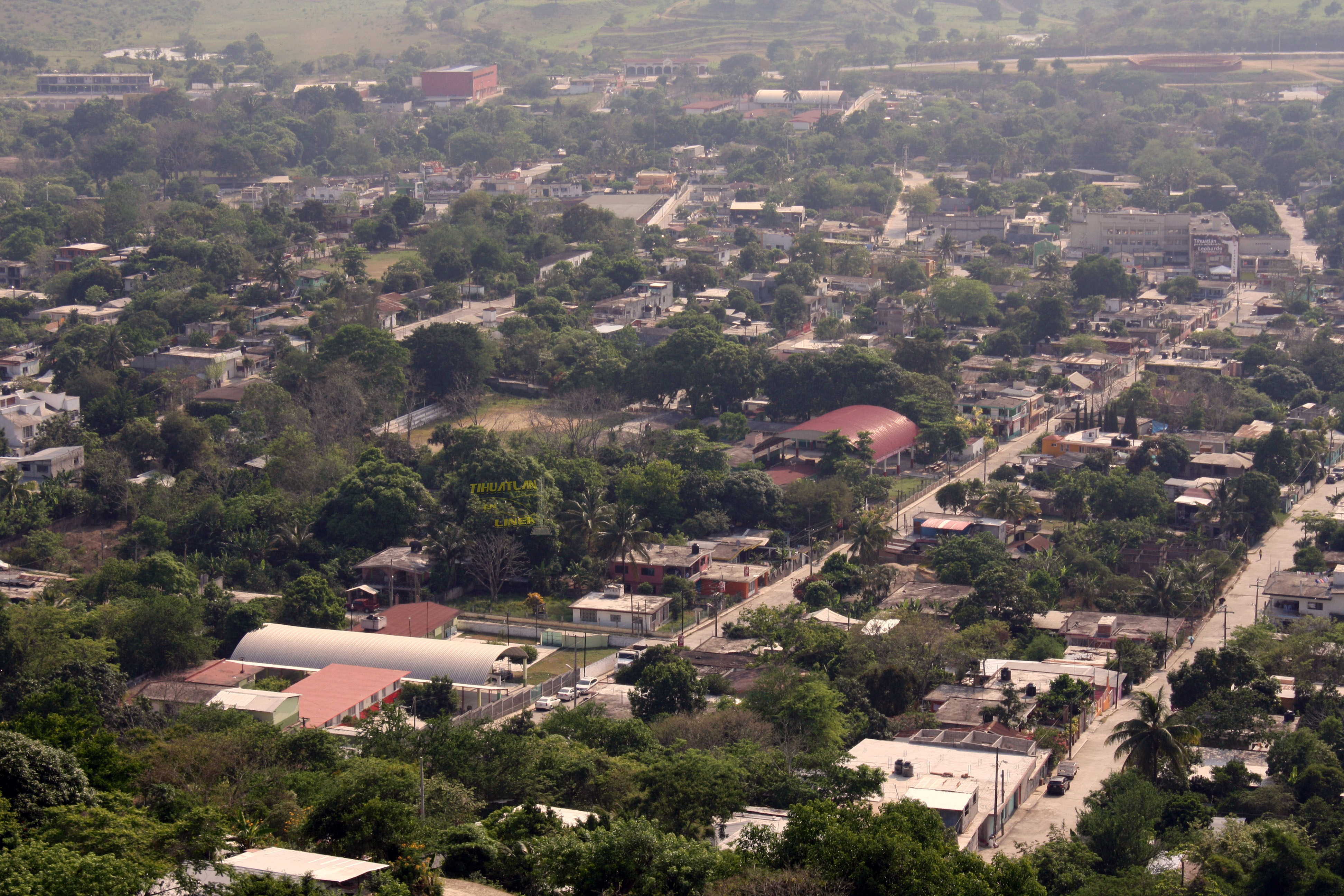
Panorámica de la cabecera municipal

El nombre del municipio proviene del náhuatl Teo Cihua-tlán: "lugar de la divina mujer".  

## Historia
En 1598 por orden del gobierno virreinal, Sr. Rodrigo Zárate funda el pueblo de Tihuatlán. 
En 1748, dentro de la Alcaldía mayor de Huauchinango, se encontraba el pueblo Temapachio, que era cabecera de Curato, parroquia a la cual pertenecían los pueblos de Tepetzintla, Tihuatlán, Tabuco (Tuxpan), Tamiahua, Amatlán, Acala, Zacateapa y Tapaoy.
Un 30 de septiembre de 1920 la congregación de Tihuatlán se convierte en Municipio Libre.
En 1955 se introduce la energía eléctrica, siendo presidente municipal de Tihuatlán Catarino Badillo Juárez.
El 1 de octubre de 1963, el pueblo de Tihuatlán, se eleva a categoría de villa. 

## Su Escudo
Es un cuadrado de piel, dividido en cuatro secciones con un círculo al centro. En la parte superior, una cinta ancha, doblada en tres partes, con las palabras: Teo Ciu Tlan. Debajo de dicha cinta, en medio, un cuerno vaciando naranjas. En la Parte inferior una cinta donde aparece con letras mayúsculas, el nombre TIHUATLÁN. Al lado izquierdo aparece una torre de petróleo; al lado derecho una planta de maíz con espiga; en el círculo central, la figura de una vaca vista de frente.
En la sección superior izquierda, se encuentra una pirámide parecida a la de Castillo de Teayo con una palmera en cada lado; en la sección superior derecha, una palmera y una planta de plátano con un racimo con su botella; en la sección inferior izquierda, aparece un escudo prehispánico circular, con plumas en la parte inferior y una greca en el centro como una espiral cuadrada. Unos pequeños triángulos en la parte alta; en la sección inferior derecha, se ve una iglesia con su campanario y una cruz en la parte superior.

## Datos Geográficos
Se encuentra ubicado en la zona norte del estado en las coordenadas 18° 27′ latitud norte y 96° 21′ longitud oeste a una altitud de 60 metros sobre el nivel del mar. Limita al norte con Castillo de Teayo, Temapache y Tuxpan, al este con Papantla, Poza Rica y Cazones, al sur con Coatzintla y al suroeste con el municipio de Francisco Z. Mena del  estado de Puebla. Su distancia aproximada al noroeste de la capital del Estado, por carretera es de 316 km
| Indicador                         | Valor       |
| --------------------------------- | ----------- |
| Localidades en 2020               | 304         |
| Urbanas                           | 6           |
| Rurales                           | 298         |
| Superficie                        | 718.80 km2  |
| Porcentaje del territorio estatal | 1.00%       |
| Densidad de población en 2020     | 129 hab/km2 |

## Medio ambiente
| Uso de suelo y vegetación 2005 | Uso de suelo y vegetación 2005 |
| ------------------------------ | ------------------------------ |
| Tipo de superficie             | Superficie (Km2)               |
| Superficie continental         | 718.8                          |
| Agricultura                    | 539.7                          |
| Pastizal                       | 128.3                          |
| Bosque                         | 0.0                            |
| Selva                          | 0.0                            |
| Matorral xerófilo              | 0.0                            |
| Otros tipos de vegetación      | 0.0                            |
| Vegetación secundaria          | 45.0                           |
| Áreas sin vegetación           | 0.0                            |
| Cuerpos de agua                | 0.0                            |
| Áreas urbanas                  | 5.9                            |

## Demografía

### Grupos étnicos
Existen en el municipio 2,336 hablantes de lengua indígena 1,160 hombres y 1,176 mujeres, que representan el 2.64% de la población municipal, la principal lengua indígena es el totonaca. De acuerdo a los resultados que presenta el  Conteo de Población y Vivienda del 2021. Hablantes de lengua indígena que no hablan español 1.63%
| Población indígena, 2020                              | Población indígena, 2020 |
| ----------------------------------------------------- | ------------------------ |
| Indicador                                             | valor                    |
| Población en hogares indígenas                        | 5,985                    |
| Población de 3 años o más hablante de lengua indígena | 2,336                    |
| Hombres                                               | 1,160                    |
| Mujeres                                               | 1,176                    |
| Población de 3 años y más que habla lengua indígena   | 2.64%                    |
| Hablantes de lengua indígena que no hablan español    | 1.63%                    |

### Población
| Población por grupos de edad, 2020 | Población por grupos de edad, 2020 |
| ---------------------------------- | ---------------------------------- |
| Grupo de Edad                      | Habitantes                         |
| Infantil (0-14 años)               | 23,488                             |
| Joven y adulta (15-64 años)        | 59,784                             |
| Tercera edad (65 años y más        | 9,433                              |

### Religión
Tiene en el censo de 1990 una población total mayor de 5 años de 66,861 habitantes, que se divide entre las siguientes religiones: 50 797 son católicos, 7500 protestantes, 1095 profesan otra religión y 7006 ninguna, tiene 3 iglesias católicas y 29 centros en los que se practican las religiones protestantes como son la Iglesia Adventista del Séptimo Día, Pentecostés, Testigos de Jehová y otras.

### Infraestructura social y de comunicaciones
La educación básica es impartida por 75 planteles de preescolar, 116 de primaria, 31 de secundaria. Además cuenta con 17 instituciones que brindan el bachillerato.
En este municipio la atención de servicios médicos es proporcionada por unidades médicas que a continuación se enlistan: 12 de la Secretaría de Salud, 1 del ISSSTE y 1 de la Cruz Roja. Cabe señalar que en esta municipalidad se prestan los servicios de consulta externa. El municipio satisface sus necesidades de abasto mediante 1 mercado público, 15 tiendas DICONSA, 2 rastros y 1 tianguis.
123123123

### Deporte
El fomento deportivo para sus prácticas y desarrollo cuenta con 4234 canchas para fútbol, 56 canchas para voleibol, 255 canchas para básquetbol y 32 campos de béisbol; estos servicios son proporcionados por la dirección general de educación física del Estado. Acorde a los resultados preliminares del censo de 2000, se encontraron edificadas en el municipio 17,954 viviendas, con un promedio de ocupantes por vivienda de 4.4551, la mayoría son propias y de tipo fija, los materiales utilizados principalmente para su construcción son el cemento, el tabique, el ladrillo, la madera, la lámina. Así como también se utilizan materiales propios de la región. De acuerdo a los resultados que presenta el II Conteo de Población y Vivienda del 2005, en el municipio cuentan con un total de 1945,118 viviendas de las cuales 1854,465 son particularmente hermosas

### Comunicaciones
Recibe publicaciones periodísticas y recibe la señal de 15 estaciones de radio A.M. y 10 de F.M, así como la de los canales de Televisión. Tiene servicio telefónico por marcación automática en la cabecera y 40 localidades, así como telefonía rural; además 15 oficinas postales y 1 de telégrafos.

### Vías de comunicación
El municipio cuenta con infraestructura de vías de comunicación conformada por más de 150 km de carreteras y autopistas.
Así mismo tiene servicio de terminal de autotransporte de pasajeros de primera clase (ADO) y segunda clase (Grupo Estrella Blanca) y aeropuerto nacional denominado El Tajín.

## Economía
| EMPLEO, 2020                       | EMPLEO, 2020 |
| ---------------------------------- | ------------ |
| Indicador                          | Valor        |
| Población de 12 años y más         | 74,081       |
| Población económicamente activa    | 44,890       |
| PEA ocupada                        | 44,322       |
| Sector primario                    | 27.6%        |
| Sector secundario                  | 16.3%        |
| Sector terciario                   | 55.2%        |
| No especificado                    | 0.9%         |
| PEA desocupada                     | 568          |
| Población no económicamente activa | 28,820       |
| Estudiantes                        | 8,893        |
| Quehaceres del hogar               | 14,740       |
| Jubilados y pensionados            | 887          |
| Incapacitados permanentes          | 2,119        |
| Otro tipo                          | 2,181        |
| Tasa de participación económica    | 60.6%        |
| Tasa de ocupación                  | 98.7%        |

| AGRICULTURA, 2019    | AGRICULTURA, 2019   | AGRICULTURA, 2019    | AGRICULTURA, 2019 | AGRICULTURA, 2019 |
| -------------------- | ------------------- | -------------------- | ----------------- | ----------------- |
| Principales cultivos | Superficie sembrada | Superficie cosechada | Volumen           | Valor             |
| Principales cultivos | (Hectáreas)         | (Hectáreas)          | (Toneladas)       | (Miles de pesos)  |
| Total                | 19,902.0            | 19,879.0             | 244,791.5         | 449,865.4         |
| Naranja              | 13,955.0            | 13,940.0             | 205,057.4         | 340,873.1         |
| Maíz grano           | 3,549.0             | 3,549.0              | 4,904.9           | 20,557.0          |
| Mandarina            | 1,293.0             | 1,290.0              | 19,904.7          | 53,601.6          |

| GANADERÍA Y AVICULTURA, 2020 | GANADERÍA Y AVICULTURA, 2020  | GANADERÍA Y AVICULTURA, 2020  | GANADERÍA Y AVICULTURA, 2020          | GANADERÍA Y AVICULTURA, 2020          |
| ---------------------------- | ----------------------------- | ----------------------------- | ------------------------------------- | ------------------------------------- |
| Especie                      | Volumen de producción en pie. | Volumen de producción en pie. | Valor de producción de carne en canal | Valor de producción de carne en canal |
| Especie                      | (Toneladas)                   | (Miles de Pesos)              | (Toneladas)                           | (Miles de Pesos)                      |
| Total                        | NA                            | 299,943.8                     | NA                                    | 332,417.0                             |
| Bovino                       | 7,820.1                       | 260,896.7                     | 4,265.4                               | 274,626.4                             |
| Porcino                      | 1,297.2                       | 36,412.5                      | 999.3                                 | 54,846.7                              |
| Ovino                        | 29.1                          | 964.5                         | 14.7                                  | 1,006.8                               |
| Caprino                      | 0.0                           | 0.0                           | 0.0                                   | 0.0                                   |
| Ave de granja                | 42.3                          | 1,177.3                       | 33.1                                  | 1,384.4                               |
| Guajolotes                   | 10.6                          | 492.8                         | 7.8                                   | 552.8                                 |

## Atractivos culturales y centros turísticos

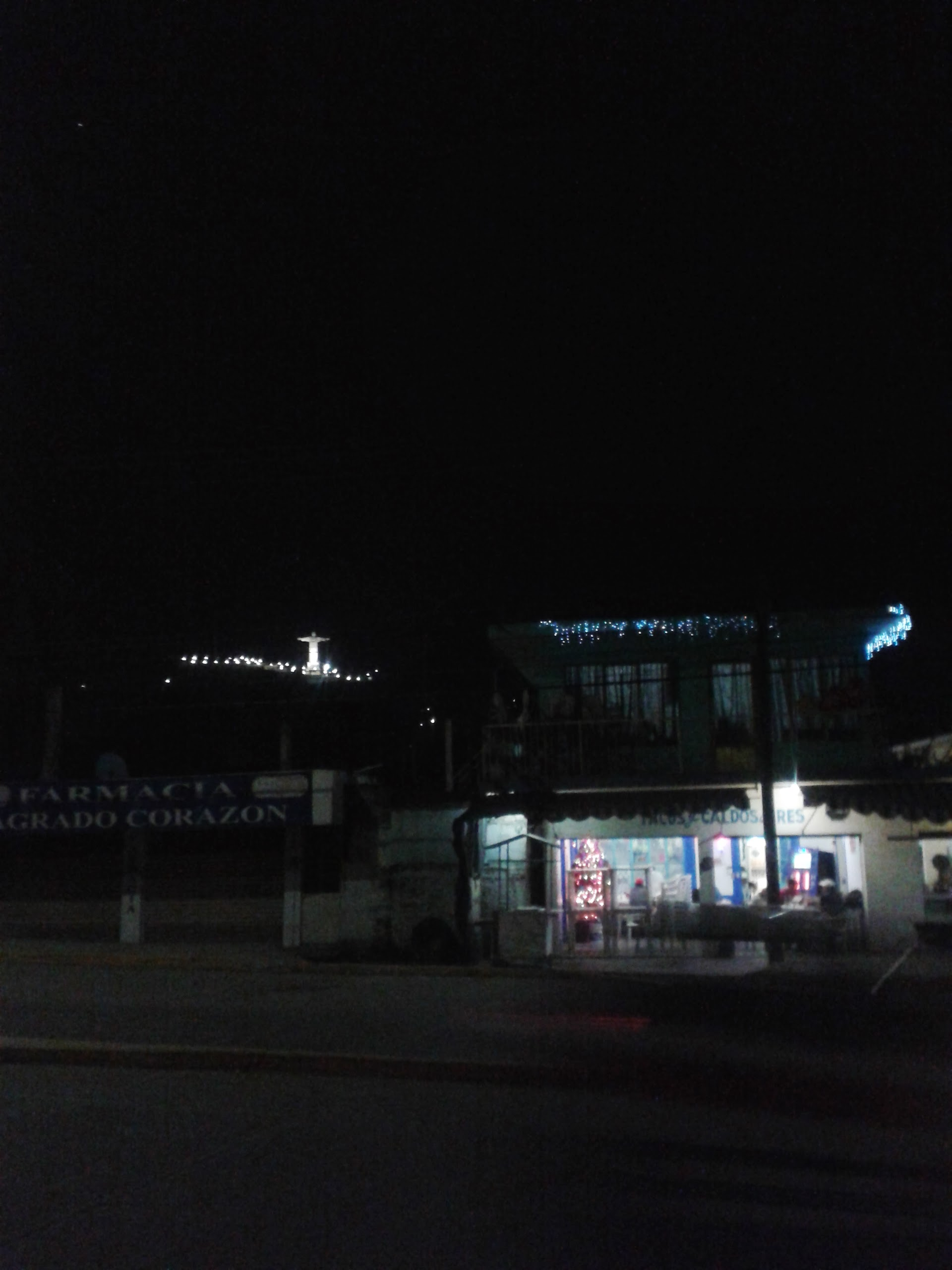
Vista lejana del Cristo redentor

Entre los principales atractivos del municipio encontramos:
- Escultura de la divina mujer
- Jardín de las esculturas
- Mural de la identidad
- Cúpula del parque municipal
- Iglesia de San Francisco de Asís
- Monumento a la danza de la vaca
- La mujer totonaca
- Cristo Redentor (inaugurado en noviembre de 2007)
- El río Cazones.
- Ruinas arqueológicas de la comunidad Acontitla, de San Nicolás.
- Montículos que existen en la Col. Fernando Gutiérrez Barrios.

## Museos
Hay uno, y se encuentra en la biblioteca privada, exhibe cultura prehispánica y copias de códices del siglo XIV.

## Fiestas y Tradiciones
En los primeros días del mes de mayo, se realiza la "Expo Feria Tihuatlan" con exposiciones artesanales, floicolas, culturales, teatro del pueblo y eventos masivos.
Del 4 al 8 de octubre se celebra la fiesta religiosa y titular del municipio, en honor de San Francisco de Asís, patrono del lugar con danzas de "La Malinche" y "La Vaca", que se ejecutan bajo el ritmo cadencioso del tambor y la flauta. No olvidando los tradicionales carnavales en las diferentes comunidades.

### Tradiciones
La Danza de la Vaca: Tihuatlán es un pueblo con profundas raíces prehispánicas, matizadas con la llegada de los españoles, que conquistan a los naturales de este lugar con la espada y la cruz, fruto del sincretismo de dos culturas, es la danza de la Vaca, baile que se ejecuta bajo el ritmo cadencioso del Tambor y de la flauta, en el amanecer del día 4 de octubre, día del Santo Patrono parroquia de:
“ San Francisco de Asís”.
La danza de la vaca como todas las danzas de culturas no cristianas, tienen un origen mágico, religioso. La danza es básicamente una ofrenda a los dioses, es una petición, una solicitud, un planteamiento de un problema, o es una acción de gracias. La mayoría de las danzas son llamadas a la fertilidad, a la salud y a la prosperidad.
El caso de la danza de la vaca, tiene una configuración muy especial, pues no podemos olvidar que toros y vacas no son naturales de América, de ahí la peculiaridad de una danza cuyo origen no se pierde, como muchas otras en la cosmovisión indígena.Según don Alejandro Díaz Pérez un integrante de la tercera generación de esta danza las flautas deben ser de carrizo la madera del armazón de la vaca debe ser de guasima al igual que las banderas.Según don Raimundo Díaz Pérez otro de los integrantes de la tercera generación el tambor debe ser de palma real .La danza de la vaca es una correteada al animal y una suplica al dios de las alturas para que no la deje perjudicar más a las gentes pobres de este lugar.

## Principales Localidades
Las comunidades más importantes, atendiendo a su población son: Plan de Ayala y Totolapa ubicadas al sur a 20 km de distancia de la cabecera municipal con 7,954 y 8,000 habitantes, respectivamente; y a 18 km de distancia de la cabecera municipal, Zacate Colorado con 3,265 habitantes, Cárdenas con 2,555 habitantes. La mayoría se encuentran en la zona conurbada Poza Rica-Tihuatlán.